# Partizanski poslijeratni zločini u Zagrebu
Partizanski poslijeratni zločini u Zagrebu odnosi se na niz represivnih djelovanja, uključujući progone, izvansudska ubojstva te smrtne presude donesene na prijekim vojnim sudovima, koja su se dogodila u Zagrebu nakon ulaska jedinica Jugoslavenske armije (JA) i uspostave nove komunističke vlasti u svibnju 1945. godine. Ovi događaji uslijedili su neposredno nakon završetka Drugog svjetskog rata i sloma Nezavisne Države Hrvatske (NDH).
Odgovornost za ove čine pripisuje se jedinicama JA i organima nove vlasti, prvenstveno Odjeljenju za zaštitu naroda (OZNA). Žrtve su uključivale zarobljene pripadnike Hrvatskih oružanih snaga (HOS) i njemačke vojske, visoke dužnosnike i suradnike ustaškog režima, kao i civile koji su smatrani političkim protivnicima ili kolaboracionistima. Događaji u Zagrebu bili su dio šireg vala poslijeratne represije koja se odvijala na području cijele Jugoslavije. Broj žrtava, njihov status (vojni ili civilni) te interpretacija samih događaja i danas su predmet povijesnih istraživanja i javnih rasprava.

## Povijesni kontekst
Događaji iz svibnja 1945. ne mogu se razumjeti bez konteksta četverogodišnje vladavine ustaškog režima u Zagrebu (1941. – 1945.). U tom razdoblju Zagreb je bio središte države u kojoj su na snazi bili rasni zakoni, a teror nad političkim protivnicima, Srbima, Židovima i Romima bio je sustavan i institucionaliziran. Postojali su brojni zatvori i mučilišta, dok su masovna pogubljenja provođena na lokacijama poput Dotrščine, Rakova Potoka i Kerestinca. Završne borbe za oslobođenje grada trajale su od 8. do 10. svibnja 1945., pri čemu su ustaške i njemačke postrojbe u povlačenju također počinile zločine nad civilima, posebice na području Markuševca i Gračana. Ova ostavština terora i žestoke završne borbe stvorile su atmosferu osvete i radikalnog obračuna s poraženim snagama i njihovim suradnicima.

## Uspostava vlasti i represija
Nakon ulaska jedinica 21. srpske divizije i drugih postrojbi Jugoslavenske armije u Zagreb 8. svibnja 1945., odmah je uspostavljena nova vojno-politička vlast. Ključnu ulogu u represiji imala je OZNA, na čelu s Aleksandrom Rankovićem na saveznoj razini. Prema tumačenju povjesničara Marka Ardizzonea, depeša koju je OZNA za Hrvatsku poslala Rankoviću 13. svibnja 1945. sugerira nezadovoljstvo brojem likvidiranih "narodnih neprijatelja" i implicira potrebu za odlučnijim djelovanjem.
Represija je bila institucionalizirana i provođena kroz dva glavna oblika: masovne likvidacije zarobljenika bez suđenja te presude prijekih vojnih sudova. Paralelno s izvansudskim likvidacijama, djelovao je i Vojni sud II. armije Komande zagrebačkog područja, koji je na prijekim suđenjima izricao smrtne kazne. Kao jedna od ključnih osoba u tim procesima često se spominje kapetan Vladimir Ranogajec, tadašnji predsjednik suda.
Među poznatijim osobama koje su u tom razdoblju osuđene na smrt i pogubljene bili su visoki dužnosnici i suradnici ustaškog režima, poput Germogena Maksimova, poglavara Hrvatske pravoslavne crkve koju je uspostavio ustaški režim; Kerubina Šegvića, katoličkog svećenika i diplomata NDH; Ive Guberine, svećenika i člana Ustaškog pokreta; Ismeta Muftića, zagrebačkog i vojnog muftije Hrvatskih oružanih snaga; te Radoslava Glavaša, franjevca i načelnika u Ministarstvu pravosuđa i bogoštovlja NDH. Pitanje kaznene odgovornosti za ove zločine, kao i njihova pravna kvalifikacija, ostali su predmetom javnih i političkih rasprava u suvremenoj Hrvatskoj.

## Istraživanja stratišta i ekshumacije
Istraživanja i ekshumacije na području Zagreba i okolice potvrdile su postojanje više masovnih i pojedinačnih grobnica iz poratnog razdoblja.

### Dvorište Pedagoške akademije u Savskoj cesti 77
U svibnju 1945. godine, neposredno nakon završetka Drugog svjetskog rata, na području dvorišta tadašnje Pedagoške akademije (danas Učiteljski fakultet Sveučilišta u Zagrebu) u Savskoj cesti 77, prema svjedočanstvima nekih svjedoka, počinjena su masovna pogubljenja. Prema dostupnim informacijama i svjedočanstvima, žrtve su bili zarobljeni njemački i hrvatski vojnici, a neki izvori procjenjuju da ih je bilo i do 300, među kojima i značajan broj ranjenika. Kao primarni svjedoci ovih događaja navode se tadašnji stanovnici zagrebačkog naselja Vrbik, koje se nalazilo u neposrednoj blizini akademije.
Na temelju svjedočanstava i inicijativa udruga, Državno odvjetništvo RH je 2008. godine pokrenulo istragu o navodnim masovnim pogubljenjima u dvorištu tadašnje Pedagoške akademije. Svjedoci su navodili da su žrtve bili zarobljeni njemački i hrvatski vojnici, uključujući ranjenike iz obližnje improvizirane vojne bolnice. Prema službenim podacima Ministarstva hrvatskih branitelja iz 2018. godine, iz dvije masovne i jedne pojedinačne grobnice ekshumirani su posmrtni ostaci najmanje 25 osoba.

### Gračani
Šire područje Gračana u podnožju Medvednice i cijela podsljemenska zona bili su u svibnju 1945. godine, nakon završetka Drugog svjetskog rata, poprište žestokih završnih borbi, ali i kasnijih likvidacija. Ovome je prethodilo povlačenje ustaško-njemačkih snaga iz Zagreba, praćeno žestokim borbama s partizanskim jedinicama od 8. do 10. svibnja, tijekom kojih su, prema izvještaju Zemaljske komisije za ratne zločine, i ustaške postrojbe počinile zločine nad lokalnim civilnim stanovništvom, posebice na području Markuševca. Nakon ovih borbi, partizanske snage provele su akcije "čišćenja terena", pri čemu je, uz vojnike poginule u samim sukobima, dio zarobljenih pripadnika poraženih vojski likvidiran. Ekshumacijama na više lokacija (Obernjak, Strmec, Bjelčenica, Pešćenka) pronađeni su posmrtni ostaci više stotina osoba, među kojima su bili vojnici, pacijenti iz vojnih lječilišta (poput Brestovca) te osobe kojima su ruke bile vezane žicom, što upućuje na pogubljenja.
Interpretacije ovih nalaza su različite. Dok neka svjedočanstva, poput onog sanitarnog inspektora Miroslava Haramije, govore o tisućama žrtava, uključujući civile dovedene iz zagrebačkih zatvora, povjesničari upozoravaju da takvi izvori ne daju podatke o identitetu i statusu žrtava. Nije poznato radi li se o poginulima u borbama (partizanima, ustašama, domobranima), žrtvama ustaškog terora pri povlačenju ili o zarobljenicima likvidiranim nakon borbi. Ivo Goldstein smatra da se "radi o pripadnicima oružanih snaga NDH i Nijemcima te pripadnicima JA poginulima u okršajima 9. svibnja i kasnijih dana na obroncima Medvednice" te dovodi u pitanje tezu o masovnom i sustavnom dovođenju civila iz Zagreba radi egzekucije u Gračanima.

## Historiografske kontroverze i mitovi
Pitanje poslijeratnih zločina u Zagrebu predmet je različitih tumačenja koja se mogu podijeliti na dva glavna pristupa: publicističko-revizionistički i akademsko-historiografski.
S jedne strane, u dijelu publicistike i revizionističke literature naglašava se teza o planskom, ideološki motiviranom i isključivo protuhrvatskom zločinu, često uz korištenje neprovjerenih svjedočanstava i preuveličanih brojeva žrtava. U tim se narativima kontekst četverogodišnje ustaške vladavine i terora uglavnom minimizira ili ignorira, a sve žrtve represije prikazuju se kao nedužne. Povjesničari poput Stefana Gužvice kritiziraju ovakav pristup zbog stvaranja mitova, poput onog o "lajbek miliciji", i nekritičkog prenošenja dezinformacija.
S druge strane, suvremena akademska historiografija, koju predstavljaju povjesničari poput Ive Goldsteina i Martine Grahek Ravančić, događaje smješta u širi kontekst završetka rata, ustaškog terora i atmosfere odmazde. Iako ne negiraju postojanje i razmjere zločina, oni inzistiraju na analizi uzroka i posljedica, razlikovanju kategorija žrtava (visoki dužnosnici, vojnici, civili) i kritičkom pristupu izvorima, posebice svjedočanstvima. Novija generacija povjesničara, poput spomenutog Gužvice, dodatno se fokusira na dekonstrukciju specifičnih mitova nastalih u javnom prostoru te analizira političku instrumentalizaciju žrtava u suvremenim raspravama. Zajedničko svim akademskim pristupima jest inzistiranje na korištenju provjerljivih primarnih izvora i odbacivanje ideološki motiviranih zaključaka.
Tema poslijeratnih zločina u Zagrebu opterećena je nizom mitova i dezinformacija koje se nekritički prenose u dijelu javnosti i medija. Povjesničar Stefan Gužvica analizirao je neke od najčešćih narativa i utvrdio da nemaju utemeljenje u primarnim povijesnim izvorima.

### Mit o "lajbek miliciji"
Jedna od najraširenijih tvrdnji je postojanje posebne egzekutorske jedinice zvane "lajbek milicija" u sastavu 6. ličke divizije, koja je navodno sijala smrt po Zagrebu. Gužvica ističe da ne postoji niti jedan primarni izvor koji bi potvrdio postojanje takve jedinice, a cijela priča potječe iz jednog publicističkog teksta iz 2011. godine koji ne navodi izvore za svoje tvrdnje. Tvrdnje o broju žrtava ove navodne jedinice (15.000) demografski su neodržive i implicirale bi da je u Zagrebu ubijeno oko 40% tadašnjeg stanovništva.

### Slučaj Grozde Budak
U istom kontekstu često se spominje i priča o brutalnom ubojstvu i komadanju Grozde Budak, kćeri Mile Budaka, u Zagrebu. Historiografski je utvrđeno da je Grozda Budak ubijena u Sloveniji, u okolici Škofje Loke, 25. svibnja 1945., nakon što su je Britanci zajedno s ocem izručili partizanima.

### Problematični popisi žrtava
Gužvica također upozorava na problematičnost nekritičkog korištenja popisa žrtava koji se pojavljuju u javnosti. Takvi popisi često ne razlikuju žrtve izvansudskih likvidacija od osoba osuđenih na prijekim sudovima, poginulih u borbama ili čak osoba čija sudbina nije pouzdano utvrđena. Također, zamagljuje se činjenica da su mnogi s tih popisa bili aktivni sudionici ustaškog režima, čime se dekriminalizira njihova uloga i svi se predstavljaju kao nevine žrtve.

## Poznate žrtve i njihova uloga u NDH
U poratnoj represiji stradao je velik broj javnih osoba koje su djelovale za vrijeme NDH. Iako su njihova suđenja bila prijeka i provedena u ozračju odmazde, važno je napomenuti da se u većini slučajeva nije radilo o nasumičnim civilnim žrtvama, već o aktivnim sudionicima vojno-političkog i propagandnog aparata ustaškog režima.
Politički i vojni vrh NDH
- Nikola Mandić, drugi i posljednji premijer NDH. Osuđen na smrt u lipnju 1945.
- Mijo Bzik, novinar i publicist; ustaški doglavnik, pobočnik poglavnika Ante Pavelića. Osuđen na smrt u lipnju 1945.
- Mile Budak, književnik, političar i jedan od glavnih ideologa ustaškog pokreta; obnašao dužnosti ministra nastave te ministra vanjskih poslova NDH. Osuđen na smrt u lipnju 1945.
- Mehmed Alajbegović, političar, diplomat i pravnik; ministar vanjskih poslova NDH. Osuđen na smrt u lipnju 1947.
- Slavko Kvaternik, vojskovođa, političar i državni dužnosnik; jedan od osnivača Ustaškog pokreta i ministar oružanih snaga NDH. Osuđen na smrt u lipnju 1947.
- Julije pl. Makanec, političar, filozof i pisac; član Ustaškog pokreta, ministar narodne prosvjete NDH. Osuđen na smrt u lipnju 1945.
- Nikola Steinfel, pomorski časnik, ministar oružanih snaga i zapovjednik mornarice NDH. Osuđen na smrt u lipnju 1945.
- Miroslav Navratil, vojnik, pilot i general; ministar oružanih snaga NDH. Osuđen na smrt u lipnju 1947.
- Osman Kulenović, političar i pravnik; potpredsjednik Vlade NDH od travnja do studenoga 1941. Osuđen na smrt u lipnju 1947.
- Grozda Budak, kći ministra Mile Budaka, ubijena u Sloveniji u svibnju 1945.

Novinari i publicisti
- Tias Mortigjija, novinar i publicist; član Ustaškog pokreta, urednik tjednika Spremnost. Osuđen na smrt u rujnu 1947.
- Milivoj Magdić, novinar, pravnik i publicist; bivši komunist, član redakcije tjednika Spremnost.[15] Osuđen na smrt u rujnu 1947.
- Vilim Peroš, novinar, urednik zagrebačkog dnevnog lista Nova Hrvatska.
- Jerolim Malinar, javni katolički djelatnik i novinar, suradnik bl. Ivana Merza. Osuđen na smrt u svibnju 1945.
- Franjo Babić, književnik i novinar; autor članaka u ustaškim tjednicima Spremnost i Hrvatski narod
- Munir Šahinović, novinar i pisac; član Ustaškog pokreta, nadstojnik Državnog izvještajnog i promičbenog ureda u Sarajevu, pripadnik Poglavnikovog tjelesnog zdruga. Poginuo u borbama s partizanima tijekom oslobođenja Zagreba.
- Jerko Skračić, novinar i književnik; član Ustaškog pokreta, ravnatelj radio-postaje u Sarajevu. Nestao tijekom zbijega prema Bleiburgu.
- Ivan Maronić, novinar.

- Agathe von Hausberger, hrvatsko-njemačko-američka novinarka. Prema dostupnim podacima, bila je suradnica Gestapoa te je ubijena tijekom oslobođenja Zagreba.[4]

Vjerski dužnosnici
- Germogen Maksimov, poglavar Hrvatske pravoslavne crkve, uspostavljene od strane ustaškog režima. Osuđen na smrt u lipnju 1945.
- Ismet Muftić, zagrebački muftija i vojni muftija Hrvatskih oružanih snaga. Osuđen na smrt u lipnju 1945.
- Kerubin Šegvić, povjesničar, književni kritičar, političar, katolički svećenik, profesor filologije; diplomat NDH, teoretičar gotske teorije o podrijetlu Hrvata. Osuđen na smrt u lipnju 1945.
- Ivo Guberina, svećenik, teolog i političar; član Ustaškog pokreta od 1940., suspendiran od strane kardinala Stepinca 1943. Osuđen na smrt u lipnju 1945.
- Radoslav Glavaš, književni povjesničar, kritičar i franjevac; načelnik Odjela za bogoštovlje pri Ministarstvu pravosuđa i bogoštovlja NDH. Osuđen na smrt u lipnju 1945.
- Filip Popp, protestantski svećenik, prvi biskup Evangeličke Crkve u Hrvatskoj. Osuđen na smrt u lipnju 1945.
- Joco Cvijanović, operni pjevač i svećenik Hrvatske pravoslavne crkve. Osuđen na smrt u lipnju 1945.
- Serafim Kupčevski, ukrajinski svećenik Hrvatske pravoslavne crkve. Osuđen na smrt u lipnju 1945.
- Dimitrije Mrihin i Aleksej Borisov, svećenici Hrvatske pravoslavne crkve. Osuđeni na smrt u lipnju 1945.
- Bonaventura Radonić, franjevac i filozof. Osuđen na smrt u srpnju 1945.
- Blanda Stipetić, katolička redovnica. Osuđena na smrt u lipnju 1945.
- Lipharda Horvat, Geralda Jakob i Konstantina Mesar, katoličke redovnice. Ubijene u srpnju 1945.
- Gaudencija Šplajt, katolička redovnica, istaknuta djelatnica nekadašnjeg zagrebačkog samostana Antunovac u Maksimiru

Znanstvenici, književnici i umjetnici
- Ljudevit Jurak, svjetski poznati patolog i sudski medicinar, začetnik humanomedicinske i veterinarske patološke anatomije u Hrvatskoj; njegova osuda i pogubljenje povezuju se s njegovim sudjelovanjem u međunarodnoj komisiji koja je istraživala masakr u Katinskoj šumi. Osuđen na smrt u lipnju 1945. Rehabilitiran 1991.
- Đuro Stipetić, rektor Sveučilišta u Zagrebu i predsjednik Hrvatsko-njemačkog društva (1936. – 1944.).[16] Osuđen na smrt 1945., pogubljen u veljači 1946.
- Danijel Uvanović, matematičar, fizičar i publicist; član Ustaškog pokreta od 1943.[17] Osuđen na smrt i strijeljan u siječnju 1948.
- Josip Horvat Međimurec, slikar; satnik Domobranstva NDH, zaposlen u odjelu ratnog slikarstva Ministarstva oružanih snaga NDH. Osuđen na smrt u lipnju 1945.
- Vinko Kos, pjesnik i književnik; urednik časopisa Ustaška uzdanica, glasila Ustaške mladeži.[18] Osuđen na smrt u svibnju 1945.
- Vladimir Jurčić, pjesnik i esejist; autor pjesama u slavu Ante Pavelića u časopisu Ustaška uzdanica.[19] Osuđen na smrt u svibnju 1945.
- Ivan Softa, pjesnik, fotograf i novinski izvjestitelj. Poginuo tijekom zbijega prema Bleiburgu.
- Andrija Konc, pjevač. Okolnosti njegove smrti nisu pouzdano utvrđene; prema nekim navodima odveden je iz Zagreba i pogubljen, no za to nedostaju čvrsti dokazi.[4]
- Zdenka Smrekar, književnica; predstojnica za žensko školstvo u Ministarstvu nastave NDH. Osuđena na smrt 1946.
- Marijan Marijašević, književnik; diplomat i dužnosnik Ministarstva šuma i ruda NDH. Osuđen na smrt u lipnju 1945.
- Branko Klarić, pjesnik; član Ustaškog pokreta, autor pjesama u slavu Ustaškog pokreta. Nestao tijekom zbijega prema Bleiburgu.
- Gabrijel Cvitan, književnik; školski izvjestitelj Ministarstva nastave NDH. Ubijen tijekom zbijega prema Bleiburgu.

## Vanjske poveznice
- Jutarnji List:Komunistički zločin iz Savske pod istragom  Arhivirana inačica izvorne stranice od 4. ožujka 2016. (Wayback Machine)
- Hrvatsko žrtvoslovno društvo:Democid u proljeće[neaktivna poveznica]
- Hrvatski centar za istraživanje zločina komunizma[neaktivna poveznica]